# Албания на «Евровидении-2019»
Албания участвовала на «Евровидении-2019», который состоялся в Тель-Авиве, Израиль. Албанский вещатель Radio Televizioni Shqiptar (RTSH) организовал национальный финал Festivali i Këngës 57 для того, чтобы выбрать песню, которая будет представлять страну на конкурсе. Албанию на «Евровидении-2019» представил Йонида Маличи с песней «Ktheju tokës» («Возвращение на родину»).

## Предыстория
До 2019 года Албания участвовала на конкурсе песни Евровидение пятнадцать раз, начиная с 2004 года. Самым высоким местом страны в конкурсе, до этого момента, было пятое место, которое заняла в 2012 году Рона Нишлиу с песней «Suus» («Свой»). На первом участии, в 2004 году, Албанию представила Аньеза Шахини с песней «The Image of You» («Образ тебя»), которая заняла 7-е место, в это время это второе по величине место страны на конкурсе. За время своего участия в конкурсе Албания семь раз не смогла пройти в финал, причём как в 2016, так и в 2017 годах заявки были самыми последними не прошедшими в финал. В 2018 году Албанию представил Евгент Бушпепа с песней «Mall» («Тоскующий»). Он смог пройти в финал и занял 11-е место.
В 2018 году национальный вещатель Radio Televizioni Shqiptar (RTSH) официально подтвердил участие Албании на конкурсе песни Евровидение 2019 Тель-Авиве, Израиль. RTSH транслирует конкурс в Албании и организует национальный отбор на Конкурс песни Евровидение Festivali i kёngёs.

## Национальный отбор

### Festivali i Këngës 57
Festivali i Këngës 57 стал 57-м ежегодным изданием албанского музыкального конкурса Festivali i Këngës, и в шестнадцатый раз победитель конкурса получал право представлять Албанию на «Евровидении-2019». Конкурс состоял из двух полуфиналов (20 и 21 декабря 2018 года) и финала (22 декабря 2018 года). Все три шоу вели албанско-канадская актриса Ана Гольа и албанский телеведущий Виктор Жусти. Ранее телекомпания подтвердила участие страны в конкурсе в сентябре 2018 года. Он открыл период подачи заявок на участие в конкурсе для артистов и композиторов с 16 мая по 30 сентября 2018 года. Список конкурирующих исполнителей и песен был официально обнародован 17 октября 2018 года, и он был включен в шорт-лист для участия в двух полуфиналах конкурса.

#### Участники
| Список участников           | Список участников        | Список участников        | Список участников            | Список участников |
| Артист                      | Песня                    | Перевод                  | Автор музыки                 | Автор слов        |
| --------------------------- | ------------------------ | ------------------------ | ---------------------------- | ----------------- |
| Alar Band                   | «Dashuria nuk mjafton»   | «Любви недостаточно»     | Elgit Doda                   | Klea Huta         |
| Артемиса Мити и Феби Шкурти | «Dua ta besoj»           | «Я хочу в это верить»    | Febi Shkurti                 | Febi Shkurti      |
| Aurel Thëllimi              | «Të dua ty»              | «Я хочу тебя»            | Ardita Bufaj, Aurel Thëllimi | Aurel Thëllimi    |
| Bojken Lako                 | «Jeto jetën»             | «Прожить жизнь»          | Bojken Lako                  | Xhevdet Bajraj    |
| Bruno Pollogati             | «Nuk ka stop»            | «Нет никакой остановки»  | Bruno Pollogati              | Endrit Mumajesi   |
| Dilan Reka                  | «Karma»                  | «Карма»                  | Gridi Kraja                  | Florian Zykaj     |
| Eliza Hoxha                 | «Peng»                   | «Ставка»                 | Eliza Hoxha                  | Eliza Hoxha       |
| Elona Islamaj               | «Në këtë botë kalimtarë» | «В этом преходящем мире» | Elona Islamaj                | Elona Islamaj     |
| Элтон Деда                  | «Qetësisht»              | «Безмятежность»          | Элтон Деда                   | Элтон Деда        |
| Эранда Либохова             | «100 pyetje»             | «100 вопросов»           | Genti Myftaraj               | Панди Лачо        |
| Gjergj Leka                 | «Një ditë tjetër»        | «Ещё один день»          | Gjergj Leka                  | Gjergj Leka       |
| Йонида Маличи               | «Ktheju tokës»           | «Возвращение на родину»  | Eriona Rushiti               | Eriona Rushiti    |
| Kelly                       | «A më ndjen»             | «Ты меня чувствуешь?»    | Kelly                        | Kelly             |
| Klinti Çollaku              | «Me jetë»                | «С жизнью»               | Endrit Shani                 | Панди Лачо        |
| Klodiana Vata               | «Mbrëmje e pafund»       | «Бесконечный вечер»      | Edmond Zhulali               | Jorgo Papingji    |
| Kujtim Prodani              | «Babela»                 | «Вавилон»                | Kujtim Prodani               | Kujtim Prodani    |
| Lidia Lufi                  | «Rrëfehem»               | «Признаюсь»              | Enis Mullaj                  | Lidia Lufi        |
| Lorela Sejdini              | «Vetmi»                  | «Только»                 | Lorela Sejdini               | Lorela Sejdini    |
| Marko Strazimiri и Imbro    | «Leyla»                  | «Лейла»                  | Adrian Hila                  | Adrian Hila       |
| Mirud                       | «Nënë»                   | «Мама»                   | Эльхаида Дани                | Durim Morina      |
| Orgesa Zaimi                | «Hije»                   | «Тень»                   | Gentian Lako                 | Gentian Lako      |
| Сони Малай                  | «Më e fortë»             | «Сильнее»                | Irkenc Hyka                  | Линдон Бериша     |
| Викена Каменица             | «Natën e mirë»           | «Спокойной ночи»         | Викена Каменица              | Викена Каменица   |

### Полуфиналы
Полуфиналы состоялись 20 и 21 декабря 2018 года и транслировались в прямом эфире в 20:45 (CET) в соответствующие даты. 1-й полуфинал замыкал итальянский певец албанского происхождения, представитель Италии на Евровидении-2018 Эрмал Мета. В 1-м полуфинале соревнующиеся артисты традиционно выступали в сотрудничестве с симфоническим оркестром. Во время 2-го полуфинала участники представили финальные версии своих работ, которые должны были быть исполнены на конкурсе песни «Евровидение».

#### 1-й полуфинал
| 1  | Bojken Lako                 | «Jeto jetën»             | «Прожить жизнь»          |
| 2  | Alar Band                   | «Dashuria nuk mjafton»   | «Любви недостаточно»     |
| 3  | Lidia Lufi                  | «Rrëfehem»               | «Признаюсь»              |
| 4  | Kujtim Prodani              | «Babela»                 | «Вавилон»                |
| 5  | Gjergj Leka                 | «Një ditë tjetër»        | «Ещё один день»          |
| 6  | Dilan Reka                  | «Karma»                  | «Карма»                  |
| 7  | Mirud                       | «Nënë»                   | «Мама»                   |
| 8  | Сони Малай                  | «Më e fortë»             | «Сильнее»                |
| 9  | Йонида Маличи               | «Ktheju tokës»           | «Возвращение на родину»  |
| 10 | Элтон Деда                  | «Qetësisht»              | «Безмятежность»          |
| 11 | Elona Islamaj               | «Në këtë botë kalimtarë» | «В этом преходящем мире» |
| 12 | Klodiana Vata               | «Mbrëmje e pafund»       | «Бесконечный вечер»      |
| 13 | Klinti Çollaku              | «Me jetë»                | «С жизнью»               |
| 14 | Артемиса Мити и Феби Шкурти | «Dua ta besoj»           | «Я хочу в это верить»    |
| 15 | Kelly                       | «A më ndjen»             | «Ты меня чувствуешь?»    |
| 16 | Bruno Pollogati             | «Nuk ka stop»            | «Нет никакой остановки»  |
| 17 | Marko Strazimiri и Imbro    | «Leyla»                  | «Лейла»                  |
| 18 | Lorela Sejdini              | «Vetmi»                  | «Только»                 |
| 19 | Eliza Hoxha                 | «Peng»                   | «Ставка»                 |
| 20 | Эранда Либохова             | «100 pyetje»             | «100 вопросов»           |
| 21 | Aurel Thëllimi              | «Të dua ty»              | «Я хочу тебя»            |
| 22 | Orgesa Zaimi                | «Hije»                   | «Тень»                   |

| 1  | Йонида Маличи                                    | «Ktheju tokës»           | «Возвращение на родину»  |
| 2  | Artemisa Mithi и Febi Shkurti (с Manuel Moscati) | «Dua ta besoj»           | «Я хочу в это верить»    |
| 3  | Mirud                                            | «Nënë»                   | «Мама»                   |
| 4  | Klodiana Vata                                    | «Mbrëmje e pafund»       | «Бесконечный вечер»      |
| 5  | Lidia Lufi (с Тири Гьочи)                        | «Rrëfehem»               | «Признаюсь»              |
| 6  | Marko Strazimiri и Imbro (с Аурелой Гаче)        | «Leyla»                  | «Лейла»                  |
| 7  | Orgesa Zaimi                                     | «Hije»                   | «Тень»                   |
| 8  | Elona Islamaj                                    | «Në këtë botë kalimtarë» | «В этом преходящем мире» |
| 9  | Bojken Lako (с Anxhela Llaha)                    | «Jeto jetën»             | «Прожить жизнь»          |
| 10 | Элтон Деда                                       | «Qetësisht»              | «Безмятежность»          |
| 11 | Eliza Hoxha                                      | «Peng»                   | «Ставка»                 |
| 12 | Gjergj Leka (с Era и Ervin Bejleri)              | «Një ditë tjetër»        | «Ещё один день»          |
| 13 | Kujtim Prodani                                   | «Babela»                 | «Вавилон»                |
| 14 | Aurel Thëllimi                                   | «Të dua ty»              | «Я хочу тебя»            |
| 15 | Сони Малай                                       | «Më e fortë»             | «Сильнее»                |
| 16 | Lorela Sejdini                                   | «Vetmi»                  | «Только»                 |
| 17 | Klinti Çollaku                                   | «Me jetë»                | «С жизнью»               |
| 18 | Alar Band                                        | «Dashuria nuk mjafton»   | «Любви недостаточно»     |
| 19 | Kelly                                            | «A më ndjen»             | «Ты меня чувствуешь?»    |
| 20 | Dilan Reka                                       | «Karma»                  | «Карма»                  |
| 21 | Эранда Либохова (с Роселой Гжылбегу)             | «100 pyetje»             | «100 вопросов»           |
| 22 | Bruno Pollogati                                  | «Nuk ka stop»            | «Нет никакой остановки»  |

### Финал
Финал состоялся 22 декабря 2018 года транслировались в прямом эфире в 20:45 (CET). В тот же день, перед началом прямого эфира, участвовали 14 песен, и победитель определялся комбинацией голосов жюри из девяти человек. В жюри вошли Агим Крайка, Арта Марку, Дориан Чене, Хайг Захарян, Ольса Точи, Пали Куке, Рона Нишлиу, Ровена Дило и Шпетим Кушта. Победителем стала Йонида Маличи с песней «Ktheju tokës» («Возвращение на родину»), что дало ей право представить Албанию на конкурсе песни Евровидение 2019. Результаты финала подведены в таблице ниже:

| 1  | Marko Strazimiri и Imbro    | «Leyla»                | «Лейла»                 | 142 | 8  |
| 2  | Gjergj Leka                 | «Një ditë tjetër»      | «Ещё один день»         | 131 | 10 |
| 3  | Элтон Деда                  | «Qetësisht»            | «Безмятежность»         | 156 | 7  |
| 4  | Эранда Либохова             | «100 pyetje»           | «100 вопросов»          | 181 | 3  |
| 5  | Йонида Маличи               | «Ktheju tokës»         | «Возвращение на родину» | 228 | 1  |
| 6  | Eliza Hoxha                 | «Peng»                 | «Ставка»                | 127 | 11 |
| 7  | Orgesa Zaimi                | «Hije»                 | «Тень»                  | 121 | 13 |
| 8  | Bojken Lako                 | «Jeto jetën»           | «Прожить жизнь»         | 138 | 9  |
| 9  | Сони Малай                  | «Më e fortë»           | «Сильнее»               | 166 | 5  |
| 10 | Артемиса Мити и Феби Шкурти | «Dua ta besoj»         | «Я хочу в это верить»   | 113 | 14 |
| 11 | Dilan Reka                  | «Karma»                | «Карма»                 | 169 | 4  |
| 12 | Alar Band                   | «Dashuria nuk mjafton» | «Недостаточно любви»    | 124 | 12 |
| 13 | Lidia Lufi                  | «Rrëfehem»             | «Признаюсь»             | 219 | 2  |
| 14 | Klinti Çollaku              | «Me jetë»              | «С жизнью»              | 163 | 6  |

## Продвижение
Клип на песню «Ktheju tokës» был опубликован на официальном канале Конкурса песни Евровидение на YouTube. Вне музыкального видео, Йонида Маличи отправилась в заповедник Баниас на горе Хермон в Израиле, чтобы снять свою вступительную открытку. В открытке она ее можно увидеть в одежде в стиле 1950-х годов, когда она прогуливается по окрестностям. Затем к Маличи присоединяются четыре танцовщицы на краю водопада, где они исполняют интерпретирующую танцевальную хореографию. Для дальнейшего продвижения певица отправилась в небольшое турне с живыми выступлениями на различных мероприятиях, связанных с Евровидением, в том числе в Амстердаме, Лондоне и Мадриде.

## Евровидение 2019
Конкурс песни Евровидение 2019 состоялся в Экспо-Тель-Авиве, Израиль, и состоял из двух полуфиналов, которые прошли 14 и 16 мая 2019 года соответственно, и финала, который прошёл 18 мая 2019 года. Албания принимала участие во 2-м полуфинале под 14-м номером. Албания заняла 9-е место, набрав 96 баллов, и прошла в финал. В финале она выступала под 2-м номером, заняла 17-е место, набрав 90 баллов.

#### Результаты голосования за Албанию
| Результаты голосования за Албанию (2-й полуфинал) | Результаты голосования за Албанию (2-й полуфинал) | Результаты голосования за Албанию (2-й полуфинал) | Результаты голосования за Албанию (2-й полуфинал) | Результаты голосования за Албанию (2-й полуфинал) |
| Телеголосование                                   | Телеголосование                                   | Телеголосование                                   | Телеголосование                                   | Телеголосование                                   |
| 12 баллов                                         | 10 баллов                                         | 8 баллов                                          | 7 баллов                                          | 6 баллов                                          |
| ------------------------------------------------- | ------------------------------------------------- | ------------------------------------------------- | ------------------------------------------------- | ------------------------------------------------- |
| - Италия - Северная Македония - Швейцария         |                                                   |                                                   |                                                   | - Хорватия                                        |
| 5 баллов                                          | 4 балла                                           | 3 балла                                           | 2 балла                                           | 1 балл                                            |
|                                                   | - Азербайджан                                     | - Австрия - Румыния                               | - Германия - Норвегия - Швеция                    |                                                   |
| Жюри                                              |                                                   |                                                   |                                                   |                                                   |
| 12 баллов                                         | 10 баллов                                         | 8 баллов                                          | 7 баллов                                          | 6 баллов                                          |
| - Северная Македония                              |                                                   |                                                   | - Азербайджан - Россия                            |                                                   |
| 5 баллов                                          | 4 балла                                           | 3 балла                                           | 2 балла                                           | 1 балл                                            |
| - Хорватия                                        |                                                   | - Италия                                          | - Молдова - Румыния                               |                                                   |

| Результаты голосования за Албанию (Финал) | Результаты голосования за Албанию (Финал) | Результаты голосования за Албанию (Финал) | Результаты голосования за Албанию (Финал) | Результаты голосования за Албанию (Финал) |
| Телеголосование                           | Телеголосование                           | Телеголосование                           | Телеголосование                           | Телеголосование                           |
| 12 баллов                                 | 10 баллов                                 | 8 баллов                                  | 7 баллов                                  | 6 баллов                                  |
| ----------------------------------------- | ----------------------------------------- | ----------------------------------------- | ----------------------------------------- | ----------------------------------------- |
| - Италия - Северная Македония             | - Швейцария                               |                                           | - Черногория                              |                                           |
| 5 баллов                                  | 4 балла                                   | 3 балла                                   | 2 балла                                   | 1 балл                                    |
| - Греция                                  |                                           |                                           |                                           | - Хорватия                                |
| Жюри                                      |                                           |                                           |                                           |                                           |
| 12 баллов                                 | 10 баллов                                 | 8 баллов                                  | 7 баллов                                  | 6 баллов                                  |
|                                           |                                           | - Черногория - Северная Македония         | - Азербайджан - Сан-Марино                |                                           |
| 5 баллов                                  | 4 балла                                   | 3 балла                                   | 2 балла                                   | 1 балл                                    |
|                                           |                                           | - Греция - Россия                         | - Кипр - Мальта - Румыния                 | - Италия                                  |

#### Баллы, данные Албанией
| 2-й полуфинал | 2-й полуфинал      | 2-й полуфинал      |
| Счёт          | Телеголосование    | Жюри               |
| ------------- | ------------------ | ------------------ |
| 12 баллов     | Норвегия           | Северная Македония |
| 10 баллов     | Нидерланды         | Азербайджан        |
| 8 баллов      | Северная Македония | Россия             |
| 7 баллов      | Азербайджан        | Швеция             |
| 6 баллов      | Швейцария          | Мальта             |
| 5 баллов      | Литва              | Швейцария          |
| 4 балла       | Швеция             | Нидерланды         |
| 3 балла       | Хорватия           | Молдова            |
| 2 балла       | Россия             | Хорватия           |
| 1 балл        | Дания              | Австрия            |

| Финал     | Финал              | Финал              |
| Счёт      | Телеголосование    | Жюри               |
| --------- | ------------------ | ------------------ |
| 12 баллов | Россия             | Северная Македония |
| 10 баллов | Сан-Марино         | Швейцария          |
| 8 баллов  | Италия             | Азербайджан        |
| 7 баллов  | Нидерланды         | Кипр               |
| 6 баллов  | Северная Македония | Швеция             |
| 5 баллов  | Норвегия           | Италия             |
| 4 балла   | Швейцария          | Греция             |
| 3 балла   | Азербайджан        | Франция            |
| 2 балла   | Греция             | Австралия          |
| 1 балл    | Австралия          | Россия             |

### Комментарии
1. ↑  3 декабря 2018 года RTSH объявила, что Викена Каменица выйдет из 57-го выпуска Festivali i Këngës из-за проблем с расписанием.[12] Впоследствии Каменицу сменили Артемиса Мити и Феби Шкурти.[13]
2. ↑  Из-за технических проблем во время выступления Марко Стразимири и Имбро пришлось выступать снова после всех выступлений.[25]
3. ↑  Из-за технических проблем во время выступления Эранде Либоховой пришлось выступать снова после всех выступлений.[25]